# Oscar François de Jarjayes

Oscar François de Jarjayes (jap. オスカル・フランソワ・ド・ジャルジェ Osukaru Furansowa do Jaruje; zw. Lady Oscar) – główna bohaterka mangi i anime Róża Wersalu, stworzona przez Riyoko Ikedę w 1972 roku.
Początkowo Róża Wersalu była komiksem, na podstawie którego w latach 1979-80 powstał serial anime. Ich akcja rozgrywa się w XVIII-wiecznej Francji. Lady Oscar, córka generała, wychowywana była przez niego tak, jakby była chłopcem. Gdy ukończyła szkołę wojskową, w wieku 14 lat otrzymała za zadanie ochronę przybyłej na dwór francuski Dauphine Marie Antoinette.

## Nawiązania do historii
Ojciec głównej bohaterki, François Augustin Reynier de Jarjayes (ur. 1745 zm. 1822), postać autentyczna, był francuskim hrabią i generałem. Znany ze swojego oddania i lojalności, nawiązał dobre stosunki z rodziną królewską. Uznawany był za jednego z najzdolniejszych dowódców i strategów, cieszył się powodzeniem u kobiet i powszechnym szacunkiem u ludu. Miał dwójkę dzieci:
- Anne de Reynier (ur. 1777 )
- Jean-Pierre Antoine Marie Victor de Reynier (ur. 1771, zmarł bezpotomnie).

W przypadku drugiego dziecka nie wiadomo jednak, czy rzeczywiście było mężczyzną. Niektóre źródła, jak biblioteka w Paryżu podają, iż generał miał dwie córki, oficjalnie przyjęto jednak tę pierwszą wersję. Być może ta historyczna niespójność posłużyła do stworzenia postaci Lady Oscar. Sama autorka przyznała, że nie czuła się na siłach i nie była pewna swych umiejętności narracyjnych, aby stworzyć mężczyznę. 